# (18659) Megangross
(18659) Megangross (1998 FD33) – planetoida z pasa głównego asteroid okrążająca Słońce w ciągu 4,59 lat w średniej odległości 2,76 j.a. Odkryta 20 marca 1998 roku.